# Wellcome Trust Centre for the History of Medicine
Das Wellcome Trust Centre for the History of Medicine am University College London war ein 2000 gegründetes, renommiertes akademisches Forschungsinstitut zum Bereich der Medizingeschichte, das durch den Wellcome Trust gefördert wurde. Zu seinem Auftrag gehörte auch die Förderung des Verständnisses für die Medizingeschichte beim allgemeinen Publikum. Das Institut, zu dem auch das Wellcome Historical Medical Museum (geleitet unter anderem von E. Ashworth Underwood) in London gehörte, wurde 2012 aufgelöst, einige Aspekte der Arbeit wurden am UCL Centre for the History of Medicine bis Ende 2014 fortgesetzt, als auch dieses Institut aufgelöst wurde.